# Runcinia tarabayevi
Runcinia tarabayevi är en spindelart som beskrevs av Yuri M. Marusik och Dmitri Viktorovich Logunov 1990. Runcinia tarabayevi ingår i släktet Runcinia och familjen krabbspindlar. Inga underarter finns listade i Catalogue of Life.